# Odznaka Honorowa imienia gen. Stefana Roweckiego „Grota”
Odznaka Honorowa imienia gen. Stefana Roweckiego „Grota” – polskie odznaczenie resortowe, ustanowione 5 kwietnia 2011 rozporządzeniem Rady Ministrów, które jest zaszczytnym, honorowym wyróżnieniem za zasługi położone dla ochrony bezpieczeństwa wewnętrznego państwa i porządku konstytucyjnego.

## Zasady nadawania
Odznaka może być nadana funkcjonariuszom oraz pracownikom Agencji Bezpieczeństwa Wewnętrznego za szczególne osiągnięcia w służbie lub pracy na rzecz ochrony bezpieczeństwa wewnętrznego państwa i jego porządku konstytucyjnego, w uznaniu:
- szczególnego zaangażowania w inicjowanie i organizowanie działań mających na celu podnoszenie sprawności ABW w realizacji jej ustawowych zadań;
- wykonywania zadań w warunkach szczególnie trudnych;
- dokonania czynu świadczącego o szczególnej odwadze lub męstwie;
- działalności na rzecz ABW lub wspierania jej pozycji lub działalności na forum międzynarodowym.

Odznaka może być ponadto nadawana także innym osobom za działanie na rzecz ochrony bezpieczeństwa wewnętrznego państwa i jego porządku konstytucyjnego. 
Odznakę nadaje Szef ABW z własnej inicjatywy lub na wniosek:
- kierownika jednostki organizacyjnej ABW – funkcjonariuszom i pracownikom ABW;
- ministra lub kierownika urzędu centralnego – pozostałym osobom.

Odznaka jest jednostopniowa i może być nadana tej samej osobie jeden raz.
Może być nadana pośmiertnie.
Odznakę nadaje się z okazji Narodowego Święta Niepodległości (11 listopada) lub z okazji Święta ABW (6 kwietnia).

## Insygnia
Odznaka ma kształt koła o średnicy 32 mm. Pole koła dzielone symetrycznie, trójdzielnie w słup; środkowe pole nieznacznie przesunięte względem skrajnych pól do dołu. W centrum koła, na przedniej stronie odznaki, znajduje się wizerunek orła w koronie, ustalony dla godła ABW, wspartego na pofałdowanej wstędze. Pod wstęgą w trzech wierszach dewiza: POZNAWAJMY / WROGÓW / I CZUWAJMY, zaś pod nią mniejszymi literami w jednym wierszu napis: GEN. ROWECKI „GROT”. Wykonana jest z tombaku srebrzonego i oksydowanego, skrajne pola emaliowane – pole lewe na biało, zaś pole prawe na czerwono. Całość – lekko puklowana (zdobnicze półkoliste lub łezkowate guzki). Na odwrocie wybijany jest kolejny numer odznaki.
Odznakę mocuje się do ubioru gwintowanym bolcem z nakrętką.
Na mundurze funkcjonariusz ABW nosi odznakę na środku lewej kieszeni kurtki. Na ubraniu cywilnym odznakę nosi się w lewej klapie marynarki.

## Odznaczeni
Pierwsze odznaki nadano 6 kwietnia 2011 r. – otrzymali je, z rąk gen. bryg. Krzysztofa Bondaryka, byli szefowie kontrwywiadu:
- Krzysztof Kozłowski
- Andrzej Milczanowski
- Jerzy Konieczny
- Piotr Naimski
- Gromosław Czempiński
- Jerzy Nóżka
- Andrzej Kapkowski
- Zbigniew Nowek
- Andrzej Barcikowski
- Jerzy Kiciński
- Tomasz Klimek

Ponadto pośmiertnie otrzymali je:
- Czesław Cywiński
- gen. dyw. bp Tadeusz Płoski
- Jerzy Zimowski

Wśród kolejnych odznaczonych znaleźli się m.in.:
- płk ABW Dariusz Łuczak (2011)[2]
- płk ABW Kazimierz Mordaszewski[3]
- płk ABW Paweł Białek[4]
- płk ABW Andrzej Kosnarewicz[5]
- Bogdan Święczkowski (2017)[6]